# Mariënbornstraat
De Mariënbornstraat is een straat in de stad Dordrecht, in de Nederlandse provincie Zuid-Holland.

## Achtergrond
Het gedeelte van de Voorstraat tussen de Boomstraat en de Mariënbornstraat behoorde aanvankelijk tot de Merwede, maar werd aan het gezag onttrokken en door een stadsmuur van dat gebied afgescheiden.
Aan het vroege begin van de 14e eeuw werd er een klooster voor vrouwen gesticht dat zich hield aan de derde orde van de Franciscanen. Later zou het Mariënborn gaan heten en zou de oorspronkelijke straatnaam, Willem Oskenstraat, veranderen in Mariënbornstraat. Zowel de straat als het klooster zijn vernoemd naar Maria Jansdochter, die rond 1480 non in het klooster zou zijn geweest. Het zusterhuis bevond zich in een van de zijstraten van de Voorstraat, waar het huidige Weeshuisplein zich bevindt.
Nabij de Mariënbornstraat bevindt zich de middeleeuwse Nieuwkerk. Deze parochie was klein en reikte slechts van de Mariënborn tot de nabijgelegen Torenstraat. De kerk dateert uit 1175 en was onderdeel van de grote parochie van Sliedrecht. In 1352 woonden er 18 nonnen en werd Mariënborn pas een besloten klooster. Hiermee is het wel het oudste vrouwenklooster van de stad.
De katholieken moesten in 1572 afstand doen van de drie parochiekerken in Dordrecht, waaronder de Nieuwkerk. Hierdoor werd onder meer het Mariënbornklooster verlaten. In 1574 kreeg het klooster een nieuwe bestemming; het Arme Weeshuis. Het klooster werd in de 19e eeuw enige tijd gebruikt als huissynagoge, maar deze werd te klein gevonden en dus verhuisde de joodse gemeente naar de vleeshal aan de Varkenmarkt.
In 1919 werd besloten de Mariënbornstraat te ontdoen van haar krotten. De sloop begon een jaar later, maar zou door de tegenwerking van huiseigenaren pas in 1928 worden voltooid. De kleine huizen die doorgaans door grote gezinnen werden bewoond, stonden zo dicht op elkaar dat er onvoldoende licht- en luchttoevoer was. In de jaren na de sloop werden er 61 huizen gebouwd, die eind jaren '70 en begin jaren '80 werden gerenoveerd. Eerder, in 1967, werd er verder gesloopt aan de straat.